# 竹野蓮
竹野 蓮（たけのれん、1993年4月12日 - ）は、日本の男性キックボクサー。MA・多田ジム山口道場所属。

## 来歴
- 3歳から格闘技を始める。
- 2010年9月4日、優勝候補の野杁正明に雪辱を果たすためK-1甲子園に出場。初出場で西日本地区予選トーナメント優勝を果たす[1]。
- 2010年11月20日、K-1甲子園2010 KING OF UNDER 18 〜FINAL〜で順調に勝ち進むも甲子園常連の佐々木涼助に延長Rの末判定負けを喫した。負けたものの谷川貞治は「プロ向きの選手」と評価が高かった[2]。
- 2011年4月10日、「DEEP☆KICK 6」でプロデビュー。70kg級トーナメント1回戦で谷口聡と対戦し、1Rにダウンを奪い3-0の判定勝ちを収めた。
- 2011年7月31日、「DEEP☆KICK 7」の70kg級トーナメント準決勝で拳心と対戦し2RKO勝ち、決勝では優勝候補のNJKFランカーDAIと対戦し1RKO勝ちを収めプロ3戦目でトーナメント制覇を遂げた[3]。

## 戦績

### プロキックボクシング
| キックボクシング 戦績 | キックボクシング 戦績 | キックボクシング 戦績 | キックボクシング 戦績 | キックボクシング 戦績 | キックボクシング 戦績 | キックボクシング 戦績 |
| --------------------- | --------------------- | --------------------- | --------------------- | --------------------- | --------------------- | --------------------- |
| 5 試合                | (T)KO                 | 判定                  | その他                | 引き分け              | 無効試合              |                       |
| 4 勝                  | 3                     | 1                     | 0                     | 0                     | 0                     |                       |
| 1 敗                  | 1                     | 0                     | 0                     | 0                     | 0                     |                       |

| 勝敗 | 対戦相手         | 試合結果                   | 大会名                                    | 開催年月日     |
| ○    | 山本バッファ弘樹 | 延長R TKO（パンチ連打）    | NAGOYA KICK～GOOD BYE!! ASUNAL HALL～     | 2012年3月25日  |
| ×    | TOMONORI         | 2R 2:13 TKO（左フック）    | DEEP☆KICK 9                               | 2011年12月25日 |
| ○    | DAI              | 1R 2:19 KO（右フック）     | DEEP☆KICK 7 【70kg級トーナメント 決勝】   | 2011年7月31日  |
| ○    | 拳心             | 2R 1:00 KO（左ハイキック） | DEEP☆KICK 7 【70kg級トーナメント 準決勝】 | 2011年7月31日  |
| ○    | 谷口聡           | 3R終了 判定3-0             | DEEP☆KICK 6 【70kg級トーナメント 1回戦】  | 2011年4月10日  |

### アマチュアキックボクシング
| 勝敗 | 対戦相手   | 試合結果             | 大会名                                             | 開催年月日     |
| ×    | 佐々木涼助 | 延長R終了 判定0-3    | K-1甲子園2010 KING OF UNDER 18 〜FINAL〜 【3回戦】 | 2010年11月20日 |
| ○    | 柴田憂也   | 1R終了 判定2-0       | K-1甲子園2010 KING OF UNDER 18 〜FINAL〜 【2回戦】 | 2010年11月20日 |
| ○    | 伊澤波人   | 1R 合わせ1本         | K-1甲子園2010 KING OF UNDER 18 〜FINAL〜 【1回戦】 | 2010年11月20日 |
| △    | 林龍太     | 2R終了 判定1-0       | 長島☆自演乙☆雄一郎プロデュース DEEP KICK           | 2009年7月5日   |
| ×    | 野杁正明   | 2R終了 判定0-3       | ファイティングロード杯 ダブルインパクト            | 2008年12月6日  |
| ○    | 村上隆史   | 2R 0:22 KO（膝蹴り） | DEEP 36 IMPACT                                     | 2008年7月27日  |
| ○    | 島山正樹   | 2R終了 判定3-0       | 「CAP THE CLIMAX」 KAKUMEI KICKBOXING              | 2007年8月19日  |
| ○    | 藤田将平   | 2R終了 判定2-0       | J-FIGHT WEST 2                                     | 2006年11月19日 |

## 獲得タイトル
- DEEP KICK 70kg級トーナメント 優勝（2011年）
- K-1甲子園2010 地区代表決定戦 西日本ラウンド 優勝

## 入場曲
- Hey Baby（Pitbull）